# Масколюнас, Дарюс
Дарюс Масколюнас (лит. Darius Maskoliūnas, род. 6 января 1971, Ионава, СССР) — литовский баскетболист и тренер.

## Биография
Профессиональную карьеру начал в клубе «Жальгирис», который покинул после победы в Евролиге в 1999 году. Затем играл в Польше и Греции.
В составе сборной Литвы участвовал в 2 турнирах Евробаскета (1997 и 1999) и на чемпионате мира (1998). Стал бронзовым призёром Олимпиады в 2000 году.
По окончании карьеры стал тренером — был сначала ассистентом, а затем и главным тренером в клубах «Жальгирис» и «Летувос Ритас». В 2015 году вернулся в «Жальгирис» и стал частью тренерского штаба Шарунаса Ясикявичюса, за которым в 2020 году последовал в «Барселону».
В 2019 году возглавил сборную Литвы после того как был в ней ассистентом 6 лет. Покинул свой пост после проигрыша финального матча олимпийского квалификационного турнира в Каунасе.

## Статистика
| Сезон                                                                                   | Команда            | Лига         | GP | GS | MPG  | FG%  | 3P%  | FT%  | RPG | APG | SPG | BPG | PPG |  |
| 2003/04                                                                                 | Проком Трефл Сопот | Кубок Европы | 6  | 3  | 21,6 | 35,0 | 30,0 | 66,7 | 2,8 | 0,7 | 0,5 | 0,0 | 3,2 |  |
| 2004/05                                                                                 | Проком Трефл Сопот | Евролига     | 19 | 17 | 16,8 | 35,0 | 32,0 | 62,5 | 1,3 | 0,6 | 0,4 | 0,0 | 2,2 |  |
|                                                                                         |                    | Всего        | 25 | 20 | 17,9 | 35,0 | 31,4 | 63,6 | 1,7 | 0,6 | 0,4 | 0,0 | 2,4 |  |
| Наведите курсор мыши на аббревиатуры в заголовке таблицы, чтобы прочесть их расшифровку |                    |              |    |    |      |      |      |      |     |     |     |     |     |  |